# …Ich töte mich…
"...Ich töte mich jedesmal aufs Neue, doch ich bin unsterblich, und ich erstehe wieder auf; in einer Vision des Untergangs..." ( Alemán: “… Me mato a mi mismo cada vez de nuevo, pero soy inmortal, y volveré otra vez; en una visión de muerte…”) usualmente referido como “…Ich töte mich...” es el álbum debut de la banda de Darkwave Sopor Aeternus & The Ensemble of Shadows y fue lanzado en el año 1994. La impresión original no poseía título, aunque la línea “…Ich töte mich…” fue impresa en letras negras en la portada trasera: ediciones posteriores identificaban la oración impresa como el título oficial. Originalmente lanzada como una edición limitada de 1000 copias, el álbum ha sido relanzado por lo menos tres veces. 

## Antecedentes
“…Ich töte mich…” consiste en música neo medieval con matices barrocos y es fuertemente caracterizada por el uso cajas de ritmos y órganos. La mayoría de la instrumentación está hecha a través de sintetizadores debido a un bajo presupuesto; el álbum presenta el uso de Guitarra, por Gerrit Fischer, en sus canciones finales. Sopor Aeternus no volvería al uso prominente de sintetizadores hasta el 2004 en “La Chambre D’Echo – Where the dead Birds sing” “… Ich töte mich…” ofrece varios elementos de su prospectiva musicalidad, incluyendo el uso de instrumentos de viento de metal y madera. “Birth – Fiendish Figuration” sería regrabada por lo menos tres veces en álbumes posteriores, mientras que “Tanz der Grausamkeit” sería regrabada como “Saltatio Crudelitas” para “Todeswunsch – Sous le soleil de Saturne” y también la canción “Do you know my Name? recibiría un tratamiento parecido en “Flowers in Formaldehyde”.
En 1999, “…Ich töte mich…” fue relanzado con un artwork un tanto diferente y siete canciones extras, incluyendo unos cuantos demos: “Baptisma”, “Beautiful Thorn” y la segunda parte de “The Feast of Blood” (de Es reiten die Toten so schnell… ) fueron agregados en esta impresión. Todas las canciones extras fueron grabadas posteriormente para el álbum del 2003 “Es reiten die Toten so schnell” (or: the Vampyre sucking at his own Vein). 
Desde entonces el álbum ha sido relazando dos veces con diferente artwork; una en el 2004, y otra vez en el 2008. El artwork para la edición del 2004 enfatiza que la grabación consiste de demos, y el folleto acompañante por Apocalyptic Vision sugiere comprar “…Ich töte mich…” después de haberse familiarizado con la música de Sopor Aeternus. Esta impresión fue removida más tarde del sitio web. Los subtítulos de las canciones no fueron impresos en los relanzamientos.

## Lista de canciones
Todas las canciones escritas y compuestas por Anna-Varney Cantodea. 
| Impresión original |                                                                                              |          |  |
| N.º                | Título                                                                                       | Duración |  |
| 1.                 | «Travel on Breath (the Breath of the World)»                                                 | 3:46     |  |
| 2.                 | «Falling into different Flesh»                                                               | 5:14     |  |
| 3.                 | «Birth - Fiendish Figuration»                                                                | 5:00     |  |
| 4.                 | «Tanz der Grausamkeit» ("Baile de la Crueldad")                                              | 5:37     |  |
| 5.                 | «Im Garten des Nichts (a secret Light in the Garden of my Void)» ("En el Jardín de la Nada") | 10:51    |  |
| 6.                 | «Time stands still... (...but stops for no-one)»                                             | 8:42     |  |
| 7.                 | «Do you know my Name ? (Falling... - reprise)»                                               | 4:17     |  |

| Relanzamiento con canciones extras |                                                                                                   |          |  |
| N.º                                | Título                                                                                            | Duración |  |
| 8.                                 | «Penance & Pain»                                                                                  | 6:21     |  |
| 9.                                 | «Holy Water Moonlight»                                                                            | 5:49     |  |
| 10.                                | «Beautiful Thorn»                                                                                 | 5:00     |  |
| 11.                                | «The Feast of Blood»                                                                              | 2:37     |  |
| 12.                                | «Dark Delight (dedicated to Victor Bertrand. Performed live without audience... - for the Dead.)» | 4:46     |  |
| 13.                                | «Baptisma»                                                                                        | 4:45     |  |
| 14.                                | «Birth - Fiendish Figuration ("The inner Hell" - orig. demo)»                                     | 5:28     |  |

## Créditos
- Gerrit Fischer: Guitarra en "Time stands still..." y "Do you know my Name?"
- Anna Varney Cantodea: Voces, todos los otros instrumentos y programación